# Graaf
Graaf var en svensk popduo bestående av systrarna Hannah och Magdalena Graaf. Då den startades var systrarna redan kända, bland annat därför att  Hannah Graaf hade blivit vald till Sveriges sexigaste kvinna vid 17 års ålder. Systrarna Graaf hade sin storhetstid i slutet av 1990-talet, men slutade uppträda några år senare. Låten "You Got (What I Want)" blev en stor hit.

## Diskografi

### Album
- Graaf Sisters (1998)

### Singlar
- You Got (What I Want) (1998)
- Give It Up (1998)
- Never Never (1999)
- Heartbreaker (1999)

### Fotnoter
1. ↑  ”Graaf Sisters CD Album”. Cduniverse.com. 20 januari 2004. http://www.cduniverse.com/search/xx/music/pid/6676405/a/Graaf+Sisters.htm. Läst 28 september 2012.